# Psychedelicatessen
Psychedelicatessen is het tweede album van de Engelse metalband Threshold, uitgebracht in 1994 door Giant Electric Pea. Het is het enige studioalbum met Glynn Morgan op zang en Nick Harradence op drums. De bandleden waren niet tevreden met de originele mix van het album en wilden het graag opnieuw uitbrengen met een nieuwe mix.
Het werd dan ook in 2001 opnieuw uitgebracht door InsideOut Records.

## Track listing
1. "Sunseeker" – 7:38
2. "A Tension Of Souls" – 7:10
3. "Into The Light" – 10:00
4. "Will To Give" – 4:54
5. "Under The Sun" – 3:05
6. "Babylon Rising" – 4:42
7. "He Is I Am" – 5:51
8. "Innocent" – 4:43
9. "Devoted" – 7:32

Op de heruitgave staat ook het nummer "Lost" (2:42) dat voordien enkel in Japan was uitgekomen. Daarnaast werd "Intervention" heropgenomen met Glynn Morgan op zang en Richard West als toetsenist. Verder werd ook het album Livedelica toegevoegd als bonus.

## Band
- Glynn Morgan - zanger
- Karl Groom - gitarist
- Nick Midson - gitarist
- Jon Jeary - bassist
- Richard West - toetsenist
- Nick Harradence - drummer